# Adrien Rougier
Pour les articles homonymes, voir Rougier.
Œuvres principales
Arabesque, Nocturne pour violoncelle et piano, Trois mélodies sur les poèmes d'Albert Samain, Trois esquisses pour l'Odyssée
Adrien Rougier (Vernaison, 23 juin 1892 - Lyon 1er, 1er juillet 1984) est un organiste, facteur d'orgue, chef d'orchestre et compositeur français.

## Biographie
Issu d'une famille de soyeux lyonnais, Adrien Rougier étudie le piano puis l'orgue avec Edouard Commette, organiste titulaire de la primatiale Saint-Jean de Lyon. Il poursuit ensuite ses études musicales et apprend la composition avec Georges Martin Witkowski, fondateur de la Société des Grands Concerts. Mobilisé pour son service militaire dès 1912 puis au cours de la Première Guerre mondiale, il sera blessé à plusieurs reprises dans les tranchées de Verdun avant de rejoindre l'Armée française d'Orient jusqu'à la fin de la guerre. 
À son retour du front, il retrouve la musique et entre à la Schola Cantorum avec pour enseignants Abel Decaux, Maurice Sergent, Vincent d'Indy et surtout Louis Vierne dont l'influence sera prépondérante dans ses compositions pour orgue. Ce dernier le chargera d'ailleurs de la création de son Triptyque pour orgue opus 58avec orchestre en 1934 puis de sa Messe basse pour les défunts opus 62 en 1935.  
L'année 1921 voit son poème symphonique Les Elfes remporter le concours de composition de la Société des Grands Concerts, en même temps qu'une Sarabande de Pierre-Octave Ferroud, et il est dès l'année suivante chef d'orchestre des Concerts Symphoniques Hector Berlioz à Grenoble. Pour la saison musicale 1927/1928, il n'oublie pas pour autant la scène lyonnaise aux côtés de Paul Le Flem, André Caplet et Jacques Ibert en créant En marge de trois maîtres français. 
Mais Rougier revient à son instrument de prédilection, l'orgue et, après une expérience d'assistant à Saint-Sulpice et de titulaire au couvent des Dominicains de la rue du Faubourg-Saint-Honoré à Paris, il devient titulaire dans plusieurs paroisses lyonnaises telles que Saint-Irénée, Saint-Polycarpe ou Saint-Pothin.  
De retour de Paris dans les années 1920, il souligne l'importance et la variété du répertoire pour orgue de Bach auprès de son ancien maître, Edouard Commette, qui réalisera par la suite des enregistrements de référence du maître allemand dont l'œuvre connaît un engouement croissant auprès du public.  
En 1937, il est l'un des membres, avec Edouard Commette, Ennemond Trillat, Jean Bouvard, Robert de Fragny, Ferrier-Jourdain, Pierre Giriat, Marcel Paponaud, Marcel Pehu, Jean Reynaud et Victor Richer, du "Cercle du Luth", éphémère société musicale lyonnaise qui disparaît lors de la Seconde guerre mondiale. 
Titulaire du grand orgue de l'église Saint-Pothin à partir de 1945, il invite notamment à la tribune Marcel Dupré, Pierre Cochereau, Maurice Duruflé, Gaston Litaize, Jeanne Demessieux, Jean Langlais et Marie-Claire Alain. C'est à sa demande qu'y est interprété pour la première fois le Requiem de Maurice Duruflé pour orgue seul avec le compositeur à la tribune, la première pour grand orchestre ayant lieu en 1947, salle Gaveau, à Paris. Il participe également à la création de nombreuses œuvres d'artistes contemporains dont Jean Langlais. 
Pour son orgue de cinquante-et-un jeux de l'église Saint-Pothin, il met en application son invention, un dispositif d'appel de combinaisons dénommé "Acribès". L'un de ces combinateurs avait été installé sur l'orgue de tribune de la primatiale Saint-Jean de Lyon lors de sa réinstallation en 1935-1936. Ce combinateur est encore en fonctionnement dans l'orgue de l'église Saint-André de Tarare tandis qu'un autre exemplaire se trouve au Musée suisse de l'orgue.
Professeur au conservatoire de Lyon, où il a notamment comme élèves Georges Aloy, Patrice Caire, Maurice Clerc, Paul Coueffë, Georges Guillard, Jean-Pierre Millioud, Jean-Luc Salique, Marcel Godard et Madeleine Jallifier, Adrien Rougier fut un infatigable promoteur de la musique d'orgue à Lyon, ce qui l'amena à créer la Société des Amis de l'Orgue avec Jean Bouvard, Norbert Dufourcq, Marcel Péhu et l'abbé François Boursier, et à consacrer des recherches au combinateur électronique et à la facture d'orgue. Sa contribution à la restitution des sonorités des orgues de Jean-Sébastien Bach l'amène à effectuer une synthèse à la fois biographique et technique des œuvres du cantor de Leipzig. En matière de restauration d'orgues, il demande des remises en état respectant autant que possible l'instrument historique initial. Il est décoré en 1974 de l'Ordre de Saint-Grégoire-le-Grand par SE Alexandre Renard, cardinal de Lyon.
Il est le frère de l'astronome et physicien Gilbert Rougier, et le cousin du sculpteur Octave Simon.

## Œuvres
- Les Elfes, poème symphonique pour orchestre, 1921 (créé par l'Orchestre philharmonique de Grenoble le 19 avril 1922)
- En marge de trois maîtres français, pour orchestre (créé le 9 novembre 1928, salle Rameau à Lyon, par l'orchestre de la Société philharmonique de Lyon dirigé par l'auteur).
- Trois Esquisses pour l'Odyssée : Ulysse, Calypso, Les Jeux chez les Phéaciens, pour orchestre (créées le 4 mars 1934, salle Rameau à Lyon, par l'orchestre de la Société philharmonique de Lyon dirigé par Jean Witkowski).
- Nocturne pour violoncelle et piano (édité chez Jobert, Paris)
- Trois mélodies sur des poèmes d’Albert Samain, pour soprano et piano : La Maison du Matin, Le Petit Palémon, dédiées à Suzanne Balguerie et Les Constellations dédiée à son frère Gilbert Rougier, astronome (éditée chez Jobert, Paris, 1936)
- Prélude, extrait de la Suite Française, pour piano, par les Membres du Luth (édité chez Béal, à Lyon)
- Elégie-lamento pour orgue (éditée chez Rubin, Lyon)
- Arabesque pour orgue (éditée chez Rubin, Lyon)
- Elevation en ré bémol majeur pour orgue (éditée chez Rubin, Lyon)
- Interlude en ut mineur pour orgue (édité chez Rubin, Lyon)
- Toccata et fugue en sol mineur pour orgue, créée en 1965 devant Son Eminence Alexandre Renard, archevêque de Lyon (éditée chez Rubin, Lyon)
- Petites pièces pour orgue
- Berceuse pour violon et orgue
- Initiation à la facture d'orgue publication des Amis de l’orgue de Lyon - 1940/41 –
- Les Orgues de Jean-Sébastien Bach - Imprimerie Roudil Frères – Lyon 1er -
- J.-S. Bach, l'organiste et l'œuvre pour orgue par Adrien Rougier[19].

## Discographie
- Berceuse pour violon et orgue, par Georges Guillard (orgue de chœur) et Michel Dietz (violon), Paris St-Louis-en-l’Île, Disque Orgues Nouvelles no 6, 2009.
- Toccata et fugue, par Georges Aloy, Lyon, basilique de Fourvière, Disque Amis de l'orgue.
- Arabesque, par Patrice Caire, Lyon, chapelle des Chartreux, disque Lugduvox, 1980.
- Prélude pour piano, dans Florilège des compositeurs lyonnais, par Marie-Annick Chamarande, Disque label REM, 1978.